# Château Rahe
Le château Rahe est un château situé dans la commune Allemande d'Aix-la-Chapelle.

## Le château

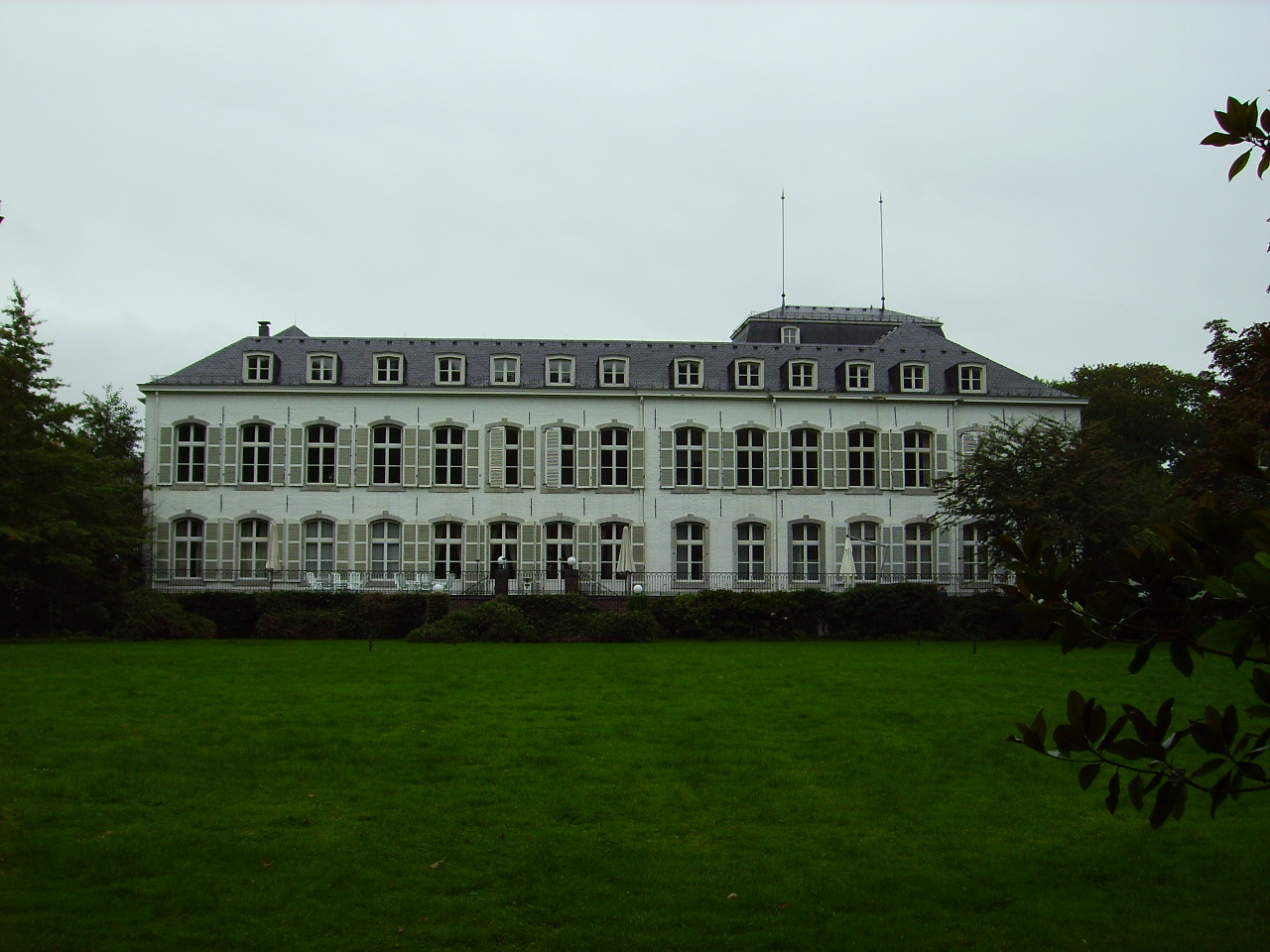
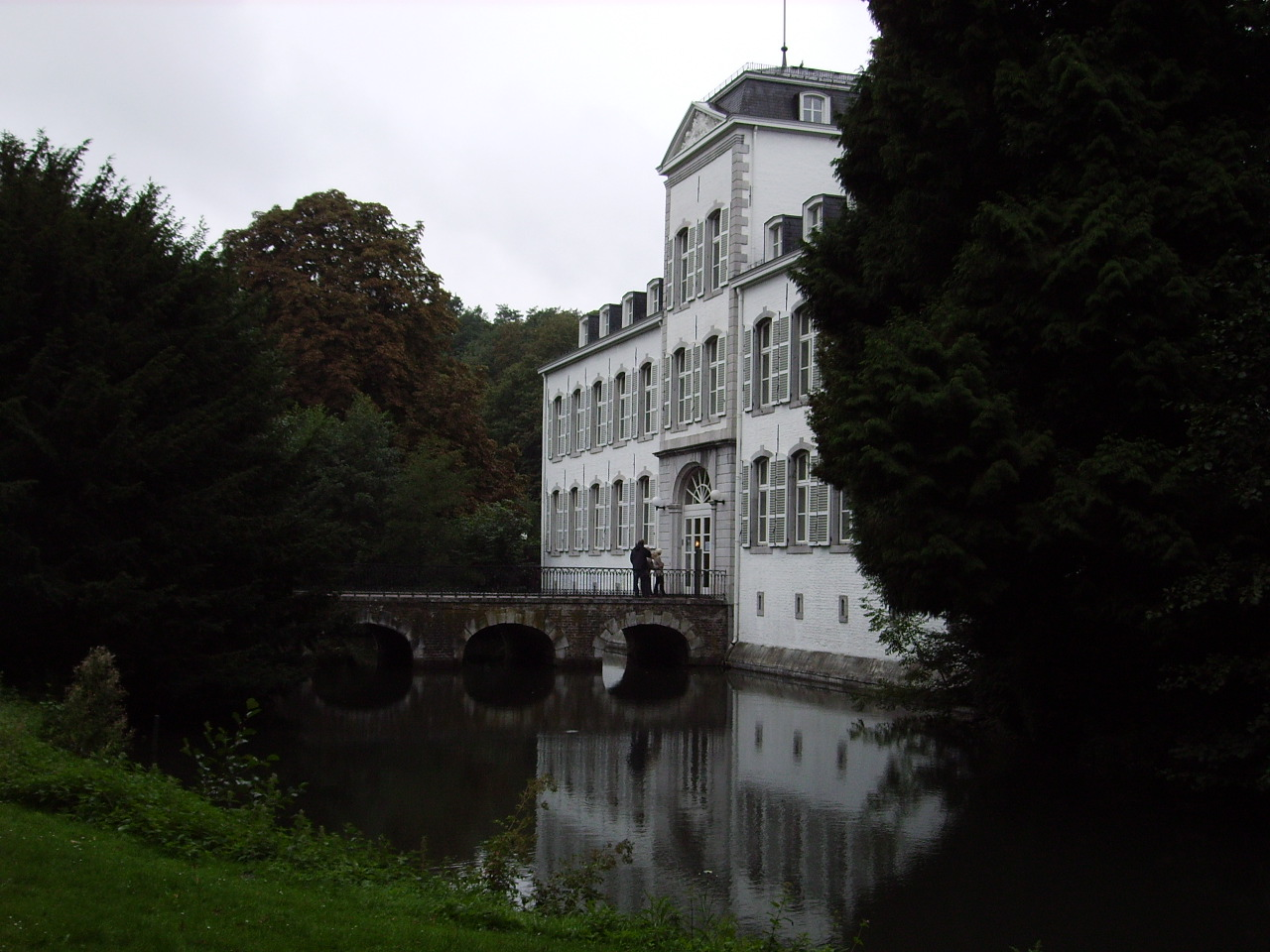